# 陶岔村
陶岔村，原名陶家岔，是中国河南省南阳市淅川县九重镇下辖的一个行政村。世界上最大的自流引水工程南水北调中线工程的引水渠陶岔渠位于陶岔村，因此陶岔村有“渠首”之称。

## 地理环境
陶岔村地处丹江口水库东岸，在汤山、禹山、杏山三山之间。从陶岔渠到陶岔村分布有两公里宽的生态林。陶岔的南部和西南部分别是湖北省老河口市和丹江口市。

## 历史

### 故事传说
传说原古时期，陶岔一马山川，二郎神追太阳经过陶岔，并在此休憩，他放下担子，担子一头就成了汤山，另一头就成了禹山。他站起来松松腰带，抖抖裤管，抖出来的灰尘变成了杏山。然后他又喝了丹江水，磕了磕鞋子里的石头、沙粒，轻轻松松上路继续追太阳。二郎神走后，磕出的鞋灰，变成了一座“石盘岗”，就是现在的陶岔街。

### 近代史
1952年，时任中共中央主席毛泽东视察黄河提出“南水北调”的设想后，经过专家学者们的勘探调查，陶岔成为引水渠的首先地。1969年1月26日，陶岔渠在陶岔村石盘岗开工。
2009年12月28日，丹江口水库的副坝——陶岔渠首枢纽工程动工，工程建成后将成为南水北调中线工程的标志性建筑，成为集观光旅游、休闲度假为一体的新坐标。

## 参看
- 陶岔渠
- 淅川移民